# Vierendeelův nosník
Vierendeelův nosník je typ nosníku, který je postaven tak, že netvoří trojúhelníkové, ale obdélníkové otvory. Tvoří tak rám, který je schopen přenášet ohybový moment i odpor. Je proto vhodný pro překonání větších rozpětí. Použitím standardních počítačových programů není analýza konstrukce příliš složitá. 
Definice podle ČSN P ISO 6707-1 (návrh):„Vierendeelův nosník je příhradový nosník, který má svislé nosné prvky napevno spojené s horní a dolní pásnicí.“

## Historie Vierendeelova nosníku

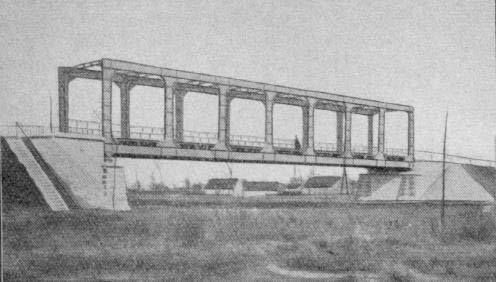
Vierendeelův most z roku 1904 v Avelgemu

Vierendeelův nosník je pojmenovaný podle stavebního inženýra Arthura Vierendeela, který  nosník poprvé navrhl 1895 a nechal patentovat v roce 1899. První most dlouhý 31,5 m, byl postaven pro mezinárodní výstavu v Bruselu v roce 1897. V roce 1904 byl postaven ve městě Avelgemu v Belgii přes řeku Schelde most 42 m dlouhý s okny 6 × 6 m. Do poloviny 20. století byly prvky mostu spojovány pomocí nýtů. Následně se využívalo spojování pomocí šroubů a svařování. Ke stavbě je používán jako stavební materiál železobeton, ocel a dřevo. Protože Arthur Vierendeel byl Belgičan, bylo nejvíce mostů postaveno v Belgii a také tam se jich nejvíce dochovalo.

## Rozdělení podle tvaru

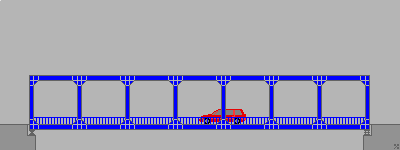
Klasický Vierendeelův nosník lze použít pro mostní konstrukce i pro konstrukce budov.
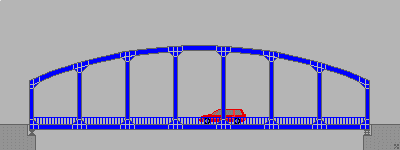
Obloukový Vierendeelův nosník lze použít pouze pro mostní konstrukce.
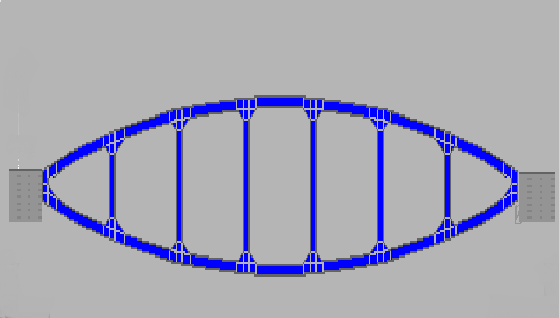
Obloukový Vierendeelův nosník lze použít nejčastěji pro mostní konstrukce. U staveb, kde se výška pohybuje do jednoho metru.

## Charakteristika
Oproti příhradové konstrukci má Vierendeelův nosník mnohem masivnější konstrukci tj.profily o průřezu H, I nebo trubky jsou o mnoho větší. Výška Vierendeelova nosníku se může pohybovat od desítek centimetrů do výšky několika metrů. V praxi ve stavebnictví používané nosníky dosahují výše jednoho podlaží. Jeho hlavní výhoda spočívá v tom, že nemá žádné diagonální trámy, takže po celé délce mohou být otvory ve tvaru čtverce, obdélníku, mnohoúhelníku nebo i kruhu. Do prostoru otvorů je snadné osadit okna a dveře. 
Protože vysoké nosníky jsou obzvláště účinné pro překonávání velkých rozpětí, jsou někdy navrženy na celou výšku podlaží, takže horní trám je součástí horního podlaží a spodní součástí spodního podlaží. Kvůli umístění otvorů se musí někdy vynechat některé diagonální trámy. 
V podstatě jde o rám s pevnými klouby, který je schopen vzdorovat a přenášet ohybové momenty.

## Využití
Použití tohoto konstrukčního principu je běžné na chodnících, například na letištích. Důvodem je skutečnost, že výše využitelná rozpětí snižuje ohybové momenty v trámu a usnadňuje problém formování spojů. Další použití Vierendeelova principu je v budovách. Důvodem je snadné umísťování otvorů. Vzhledem k neekonomickému využití materiálů a náročnému návrhu se upouští od jeho použití jako takového. V pozemním stavitelství je využíván ve spojení s příhradovou konstrukcí (tzv. hybridní nosník). Využití má také prolamovaný nosník tj. Vierendeelův nosník s mnohoúhelnými nebo kruhovými otvory.

## Galerie

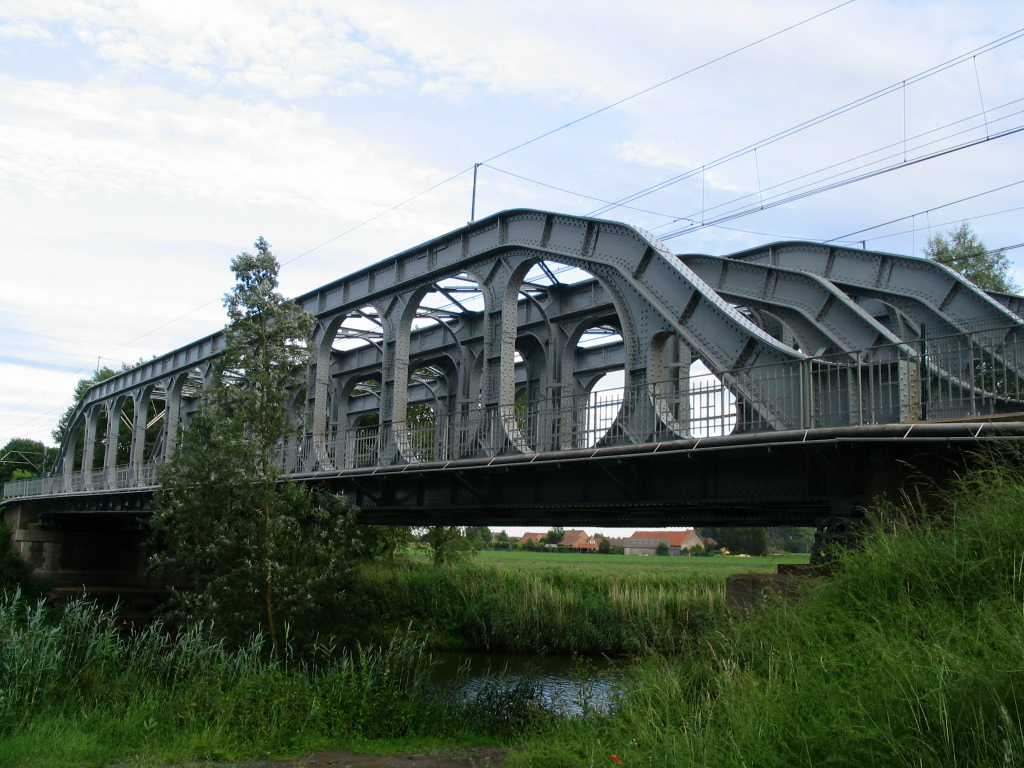
Most ve městě Deinze v Belgii
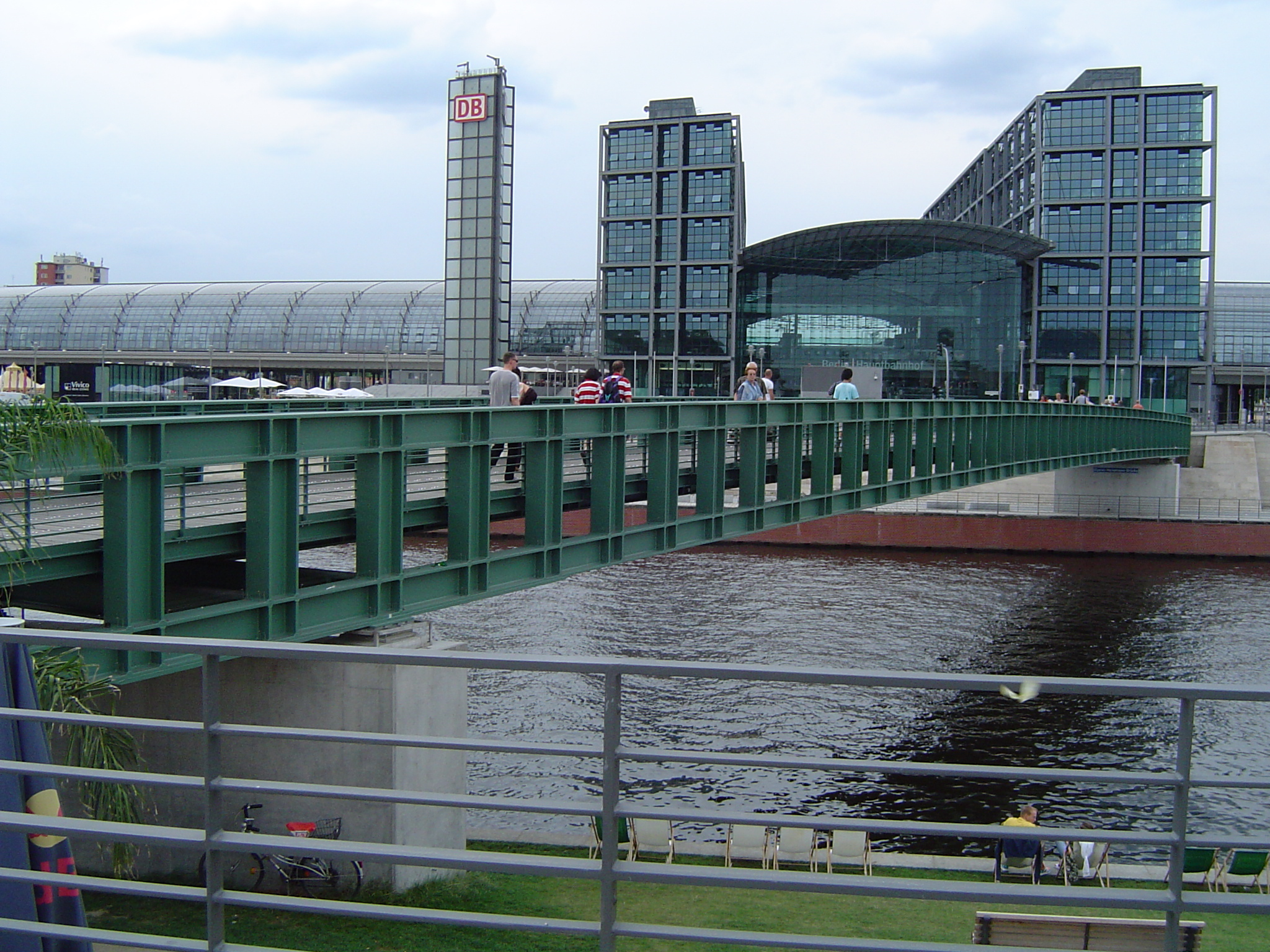
Most Gustav-Heinemann-Brücke v Berlíně v Německu
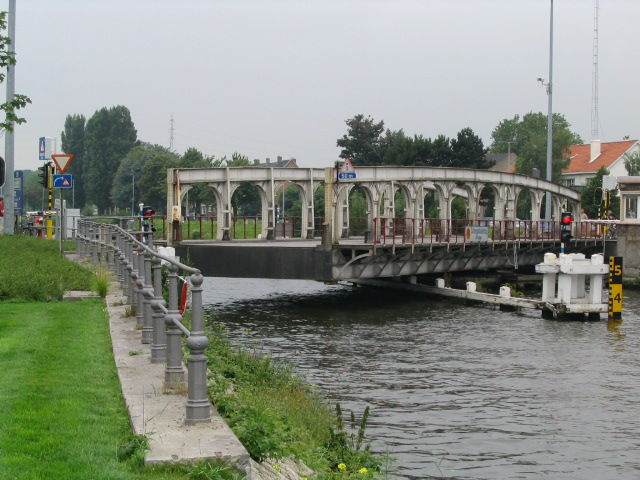
Otočný most, Bruggy
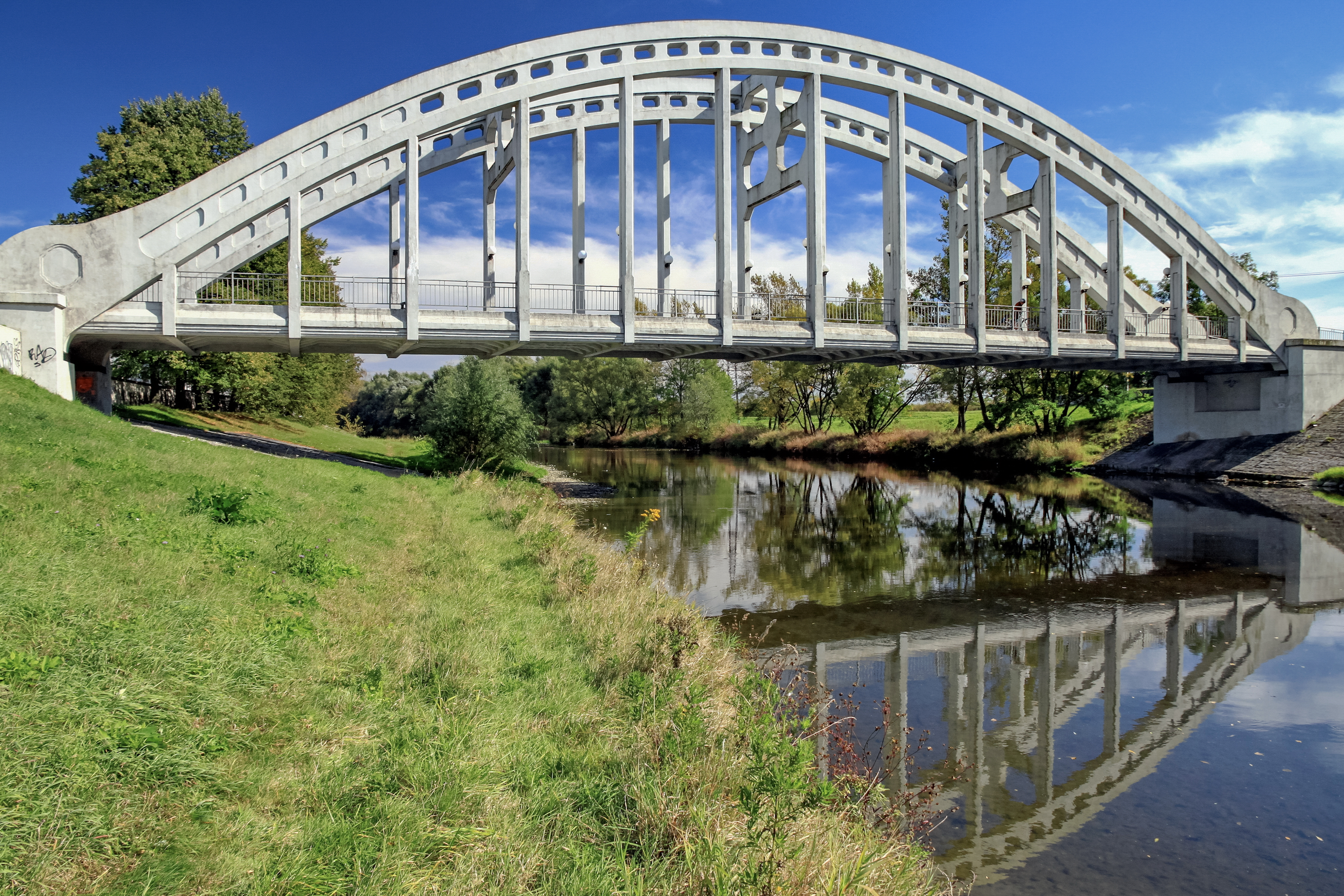
Most Sokolovských hrdinů v Darkově přes řeku Olši.
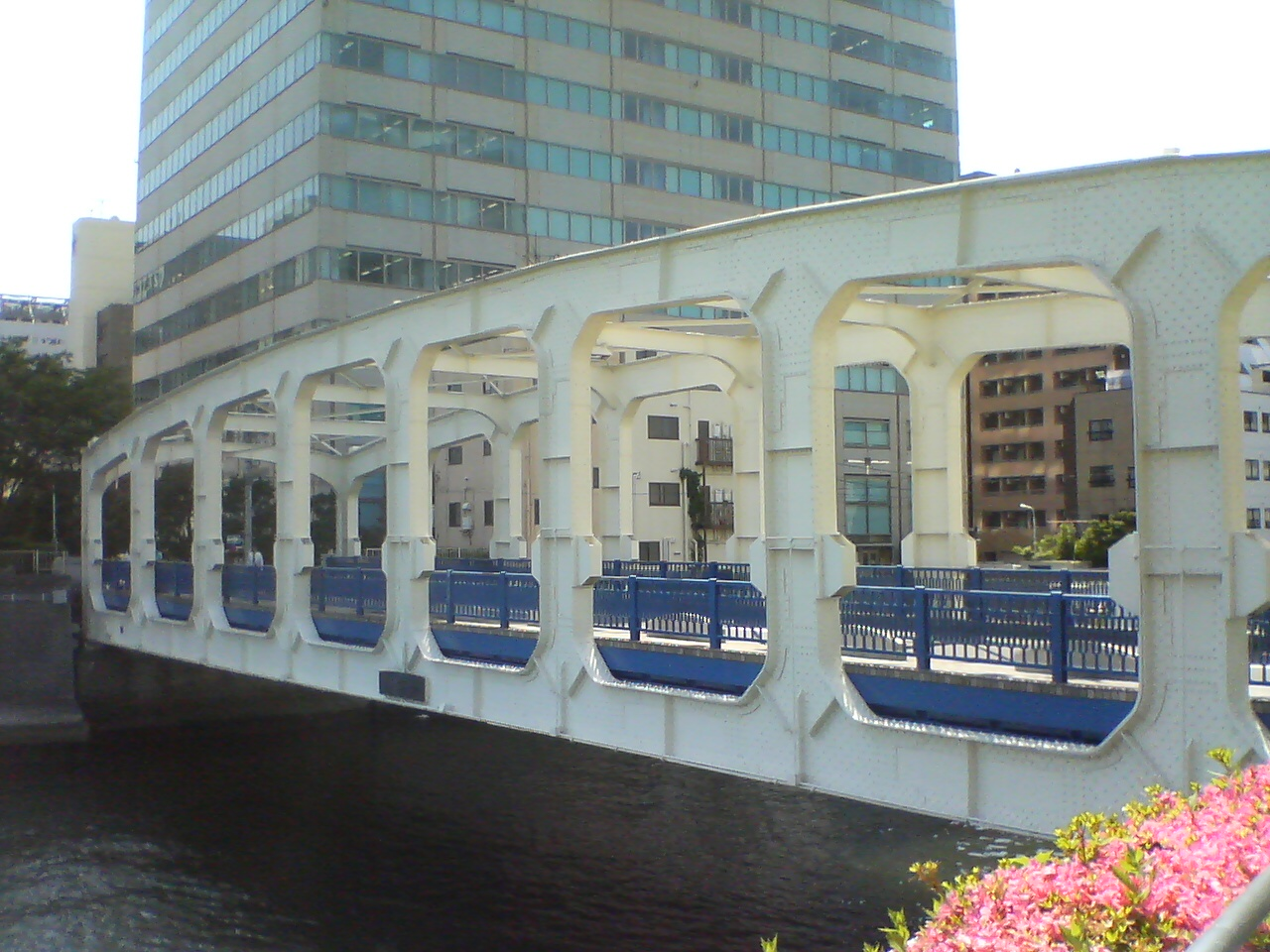
Most v Japonsku
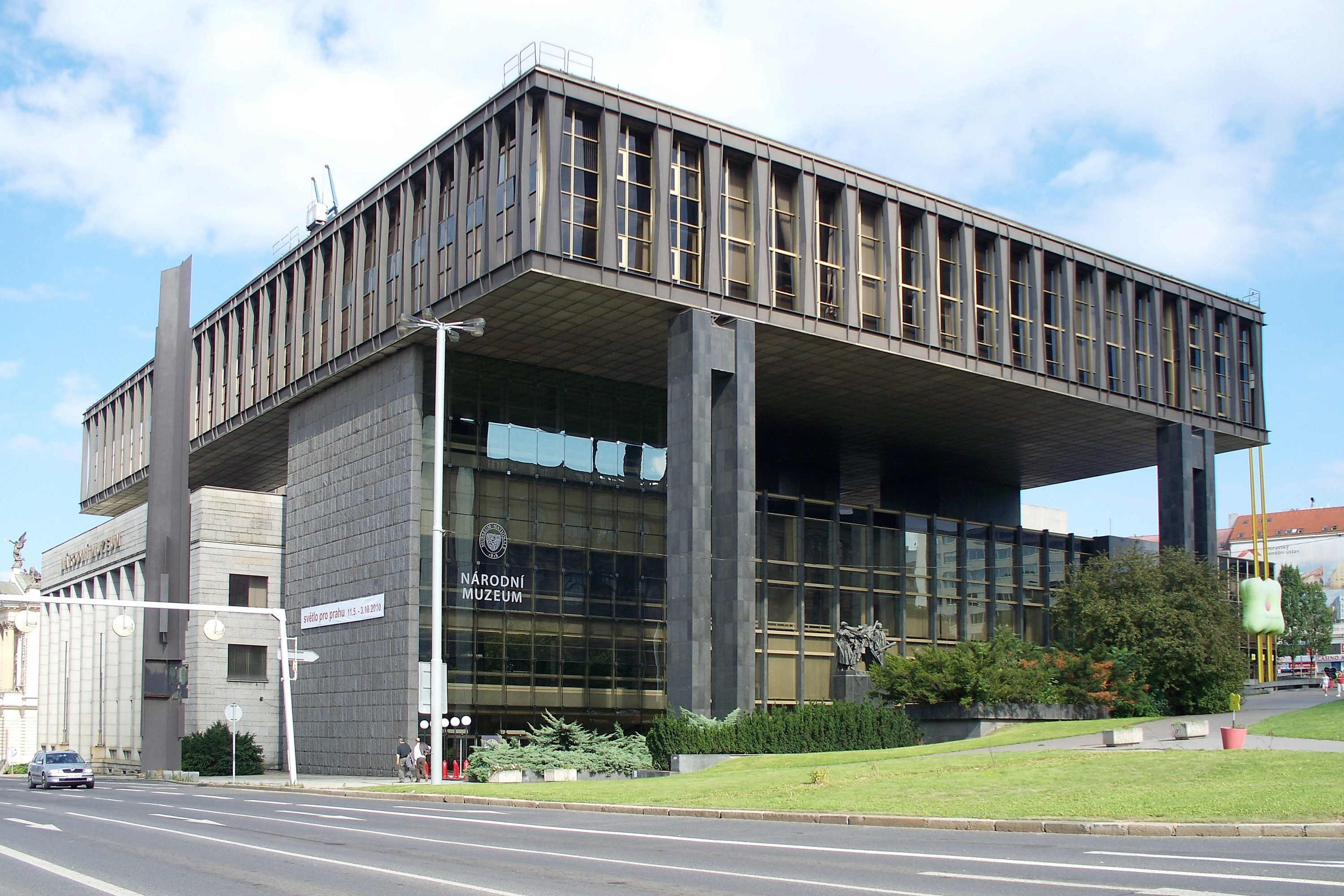
Nová budova Národního muzea s nadstavbou Vierendeelova nosníku
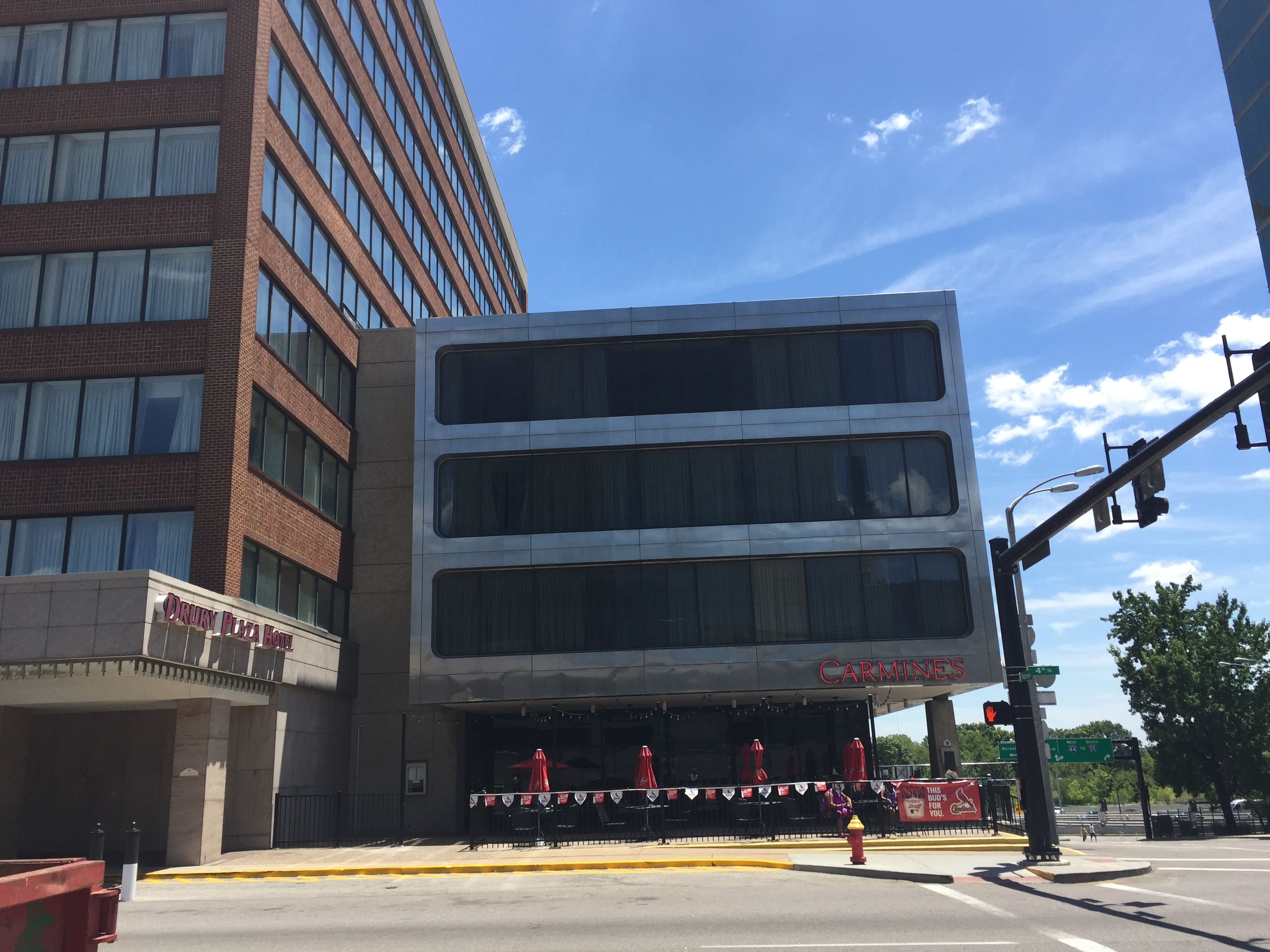
American Zinc, St. Louis, USA z roku 1967. Zbořena v devadesátých letech 20. století.
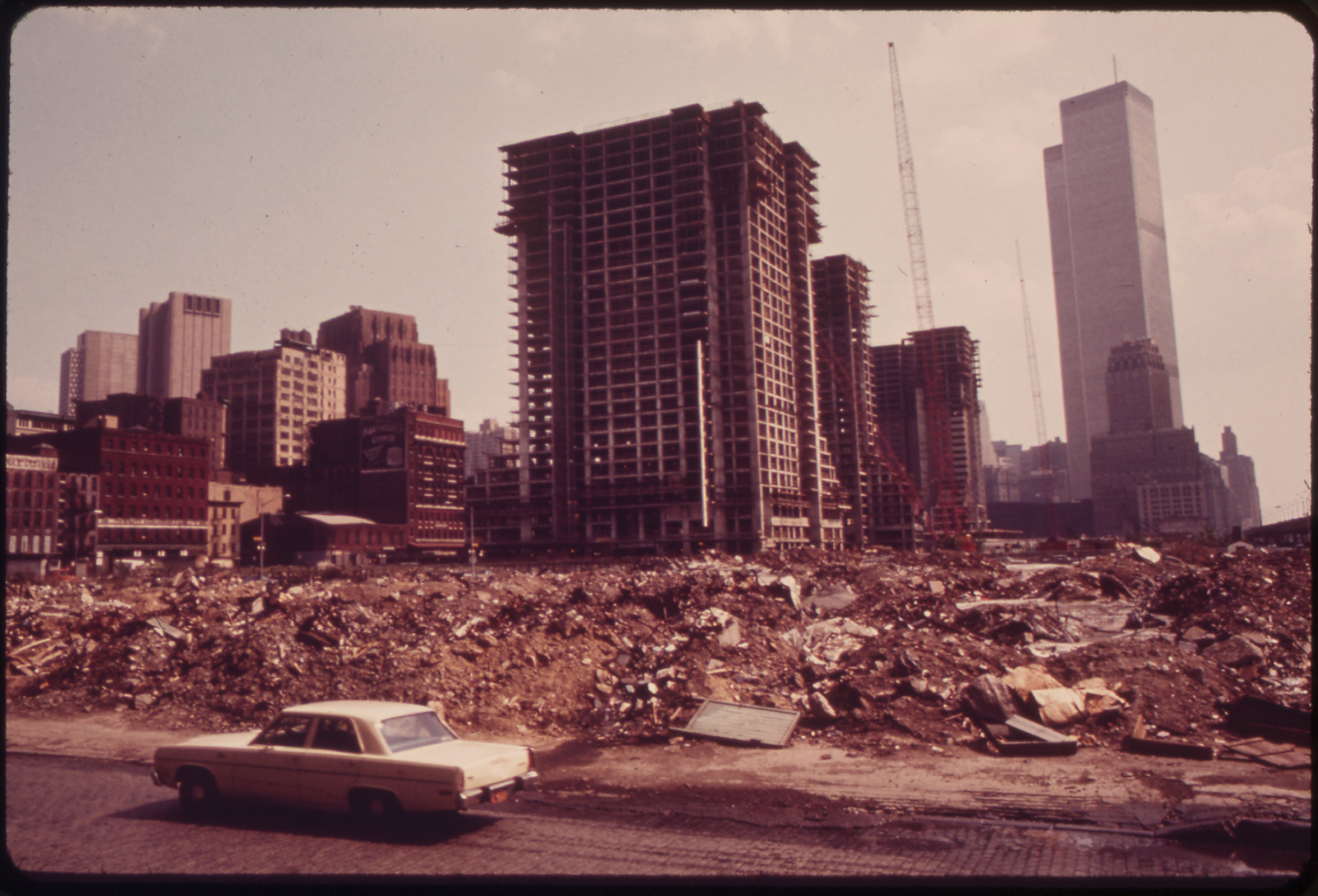
World Trade Center, stavba konstrukce nosného pláště